# Monochamus impluviatus
Monochamus impluviatus es una especie de escarabajo longicornio del género Monochamus, familia Cerambycidae. Fue descrita científicamente por Motschulsky en 1859.
Esta especie se encuentra en Mongolia, Rusia y China.